# Institut supérieur pédagogique de Bunia
Institut Supérieur Pédagogique de Bunia, en abrégé ISP Bunia, est une institution d'enseignement publique situé à Bunia (République Démocratique du Congo). Fondé le 02 novembre 1968,, par l’arrêté n° EDN/SR/07/1406/SG/304. L'institut comporte aujourd'hui 6 domaines d'étude, dont biologie et chimie, géographie et gestion de l’environnement,  français et langues africaines, l’anglais et culture africaine, commerciale et administrative, mathématiques et physiques, orientation scolaire et professionnel, gestion et administration  des institutions scolaire et de formation .
Le campus est situé dans le quartier MUDZIPELA dans la Commune de SHARI en ville de Bunia, Province de l'ITURI au Nord-est de la République Démocratique du Congo.

## Mission
L'ISP/BUNIA a pour mission de pourvoir le pays en enseignants de haut niveau, aux qualités pédagogiques et morales éprouvées.

## Conditions d'Admission
- Être titulaire d’un diplôme d’État ou du titre jugé équivalent par le Ministère de l’Enseignement primaire, secondaire et professionnel ;
- Se classer en ordre utile au concours d’admission.

Pour le second cycle de licence, le candidat doit :
- Être titulaire d’un diplôme entériné de graduat ou du titre jugé équivalent dans la filière d’études sollicitée ;
- Se classer en ordre utile au concours d’admission.